# Iglesia de San Salvador (Legorreta)
La iglesia de San Salvador es un edificio situado en la localidad española de Legorreta, en la provincia de Guipúzcoa.

## Descripción
El edificio se encuentra en la localidad española de Legorreta, perteneciente a la provincia de Guipúzcoa, en la comunidad autónoma del País Vasco. Se menciona como iglesia parroquial del lugar en el décimo volumen del Diccionario geográfico-estadístico-histórico de España y sus posesiones de Ultramar de Pascual Madoz, donde aparece descrita con las siguientes palabras: «igl. parr. (San Salvador), de segundo ascenso servida por 1 rector, 2 beneficiados y 1 sacristan, y cementerio contiguo á la igl.». En el tomo de la Geografía general del País Vasco-Navarro dedicado a Guipúzcoa y escrito por Serapio Múgica Zufiria, se dice lo siguiente: «En lo eclesiástico corresponde al arciprestazgo de Villafranca, y tiene una parroquia, la de San Salvador, de categoría de entrada, con órgano y servida por un párroco y dos coadjutores».